# Annellophragmia coonoorensis
Annellophragmia coonoorensis är en svampart som först beskrevs av Chirayathumadom Venkatachalier Subramanian, och fick sitt nu gällande namn av Chirayathumadom Venkatachalier Subramanian 1963. Annellophragmia coonoorensis ingår i släktet Annellophragmia, divisionen sporsäcksvampar och riket svampar.   Inga underarter finns listade i Catalogue of Life.